# Isaac Leib Peretz
Isaac-Leib Peretz sau Pereț (în poloneză Izaak-Lejb Perec sau Icchok-Lejbusz Perec), (în idiș יצחק־לייבוש פרץ), dar cunoscut mai ales ca I.L. Peretz, (n. 18/30 mai 1852, Zamosț, Polonia Congresului – d. 3 aprilie 1915, Varșovia, Imperiul Rus) a fost un scriitor evreu polonez de limbă idiș, unul din clasicii literaturii în limba idiș, alături de Mendele Moher Sfarim și Șalom Alehem. 
Peretz a descris la un mod neo-romantic (Israel Bartal) viața comunităților evreiești est-europene,s-a solidarizat cu suferințele săracilor și a scris dintr-o lumină pozitivă despre mișcarea hasidică într-o perioadă în care aceasta era atacată, pe de o parte, de intelectualii maskilim și, pe de altă parte, de către rabinii lituaneni sau mitnagdim 
Majoritatea creațiilor sale literare au fost nuvele scurte, dar a scris și poezii, nuvele mai lungi (Di Goldene Keit - Lanțul de aur),piese de teatru, traduceri - mai ales ale propriilor sale povestiri din idiș în ebraică și polonă. De asemenea s-a ocupat cu învățământul și cu încurajarea tinerelor talente literare în limba idiș.       

## Biografie

### Copilăria și tinerețea
Itzhok Arie Leib Peretz sau Isaac Leon Peretz s-a născut la 18 mai 1852 (după-calendarul evreiesc 29 iyar 5652 )  în familia unui evrei „mitnagdim ”din orașul Zamosć din gubernia Lublin din Polonia Congresului, în Imperiul Rus. El era cel mai mare dintre cei trei copii ai familiei care au ajuns la vârstă adultă. ceilalți fiind Yona Yoshua Peretz si Hesya, căsătorită ulterior Goldstein Tatăl -Idel (Yudka) Peretz (1825-1889), originar din Lubartow (având o bunică din Frankfurt am Main) și mama sa- Rivka (Rívale), născută Levin (1828-1914), dintr-o veche familie din Zamosć, erau comercianți. Idel Peretz a făcut mai întâi negoț cu lemne, apoi a fost părtaș la o distilerie, iar soția sa avea propria ei prăvălie
Crescut in tradiția iudaică ortodoxă  studii de heder (la trei ani a început să învețe Pentateuhul, și la cinci ani Talmudul) și ieșiva) - de la 15 ani Peretz a fost captivat de ideile înnoitoare ale mișcării iluministe evreiești Haskala. În orașul natal exista o atitudine mai deschisă față de această mișcare și în a doua jumătate a secolului al XIX-lea a luat naștere o asociație de scriitori și intelectuali evrei care promova acest spirit. Locuitorii evrei ai orașului erau destul de toleranți și față de curentul hasidic care cunoștea o ascensiune în regiune.
Peretz a învățat ca autodidact limbi străine - polona, rusa, germana și 
franceza și din lecturi în aceste limbi, inclusiv cărțile lui Victor Hugo și Alexandre Dumas tatăl, ca și cele în idiș și ebraică, inclusiv cărți de fizică și știintele naturii, și-a creat o solidă cultură laică, informându-se despre cultura altor popoare și despre știința vremii. 
A cedat voinței mamei sale de a rămâne la Zamosć și a renunțat la planul de merge la o scoala laica sau de a continua studii la o școală rabinică guvernamentală la Jitomir sau la Wilno.
La 18 ani părinții l-au însurat cu Sara, fiica scriitorului Gabriel Yehuda Lichtenfeld, și perechea a avut cu timpul doi copii.
La început, tinerii căsătoriți au depins de ajutorul material al părinților, dar, în cele din urmă, negăsind de lucru prin apropiere, Peretz a plecat 
la Varșovia, unde a lucrat ca profesor. Primele publicări literare le-a realizat în limba polonă, din 1875 și în ebraică, iar din 1888 în idiș. Primele poezii în ebraică le-a publicat în revista „Hashahar” (Aurora) a lui Peretz Smolenskin. În colaborare cu socrul său, Lichtenfeld, Peretz a debutat cu poezii în spiritul Haskalei. 
După ce a divorțat de Sara, a plecat din Varșovia și s-a întors la Zamosć, iar în 1878 s-a căsătorit cu Helena Ringelheim. În acea perioadă a scris puțin, mai ales scrisori către noua soție.

### Cariera literară și publică
După un deceniu și-a făcut reapariția pe scena literară și s-a implicat și în activități sociale. În 1886 a publicat în ebraică un ciclu de poezii precum și nuvele în revistele Hatzefira și Hayom  (Astăzi). Nuvelele abordau, între altele, aspecte sociale ale vieții evreiești.
Abia după aceea a început să publice în limba idiș în editura „Idișe Folksbibliotek”,înființată și condusă de Șalom Alehem. Scrierile din această categorie se inspirau din comorile culturii evreiești , purtând mesaje sociale și radicale. Numele său a devenit repede cunoscut pe strada evreiască.  
Paralel cu activitatea literară, Peretz a făcut studii la Facultatea de drept din Varșovia și a terminat în 1876 cu licența de avocat. Vreme de 11 ani a condus la Zamosć un birou avocațial până ce autoritățile țariste i-au luat dreptul de liberă practică, în urma unor denunțuri din partea unor reprezentanți ai cercurilor evreiești bigote că ar folosi în mod excesiv limba polonă, în detrimentul celei ruse. Autoritățile nu au văzut cu ochi buni nici simpatiile sale socialiste ,nici faptul că a apărat rebeli poloni, dintre participanții la Insurecția polonă din ianuarie 1863.

### Varșovia
În 1891 s-a stabilit definitiv la Varșovia pentru a se afla într-un centru literar de anvergură.
A fost angajat în comitetul comunității evreiești din oraș, ca funcționar la secția cimitire, post din care s-a întreținut și pe care l-a ocupat până la moarte. 
Si-a făcut renumele de scriitor talentat,  povestirile sale în limba idiș, limba vorbită curent de o mare parte dintre evrei, reflectând viața cotidiană a oamenilor din popor. Unele dintre ele au fost scrise la origine în ebraică și apoi traduse în idiș, altele dintre ele au fost traduse ulterior de autorul lor din idiș în ebraică. Acestea, ca și poeziile sale în ebraică au apărut în anii 1890 în revistele „Gan Poreah”, „Hatzfira”, almanahul „Luah Ahiassaf”, revista „Hazman” și altele.
În afară de aceasta, Peretz a publicat numeroase foiletoane în presă, articole de critică literară și a conferențiat în limba ebraică,
Totuși, de la începutul anilor 1890, el a scris principalele sale opere literare în limba sa maternă, idiș.   
El a remarcat că cine vrea să ajungă la inima și la creierul poporului de rând și de bună credință, cel pe care păturile superioare îl numesc cu dispreț „norodul” trebuie neapărat să scrie în „jargon””. (acesta fiind termenul depreciativ folosit în cercurile intelectuale și asimilate pentru limba idiș) 
În memoriile sale, scriitorul ebraic Itzhak Dov Berkowicz amintește Varșovia ca un „oraș fermecat al tuturor scriitorilor”, iar casa lui Peretz ca „Sfânta Sfintelor a literaturii”..El povestește că Peretz și Klausner obișnuiau să invite, cu schimbul, la ei acasă, un grup de scriitori, care le erau cei mai apropiați.Între aceștia se numărau:Yaakov Dinesohn, Haim Nahman Bialik, Yosef Ghedalya Klausner, Hirș David Nomberg, Baal Mahshavot, Yaakov Fichman, Yaakov Steinberg, Zalman Shneur și Berkowicz însuși. În afară de discuții literare actuale, obișnuiau să citească din creațiile noi ale unora dintre ei. Uneori  când se exprimau critici, spiritele se înfierbântau. Odată Peretz a întrebat în ce stătea măreția de scriitor a lui Șalom Alehem. Scriitori mari, spunea el, trebuie să scrie despre eroi mari, ori Șalom Alehem scria despre „oameni mici” ca de pildă Menahem Mendel. Bialik, însă, și-a exprimat entuziasmul pentru dulceața scrisului lui Șalom Alehem, pe care l-a numit „comoară ascunsă”..Mai târziu, Peretz și Salom Alehem s-au împăcat și și-au omagiat reciproc operele.
Peretz a participat adesea la adunări ale muncitorilor și între 1894-1897 a editat 17 broșuri, majoritatea scrise de el însuși, care au premers literaturii socialiste în limba idiș în Polonia și Rusia. Ele erau novatoare ca formă și conținut și în ele a publicat Peretz și primele sale povestiri despre oameni simpli și naivi din popor, în spiritul culegerii sale „Mipi Haam” (Din gura poporului). În același timp a început să scrie povestiri hasidice, care semănau în spirit, cu eroii din „Mipi Haam”. Nu întotdeauna și-a luat ideile din realitatea hasidică, undeori fiind călăuzit de tendința sa romantică de a descrie pe evreul model, cel „de sâmbătă și sărbătoare” (iomtov) 
În ultimii ani ai vieții Peretz a început să scrie mai mult în ebraică, și s-a străduit să-și traducă multe din creațiile sale în această limbă.
În ultimul său an de viață 1915  era bolnav și deprimat. Era îngrijorat de starea evreilor aflați în mijlocul marii conflagrații a Primului Război Mondial al cărui teatru de luptă pe frontul de est era și Polonia. Circa 50,000 refugiați evrei au primit adăpost în instituții publice și în numeroase alte locuri în oraș. Peretz și-a cheltuit în acea vreme jumătate din timp pentru a strânge bani și a scrie apeluri în favoarea refugiaților.

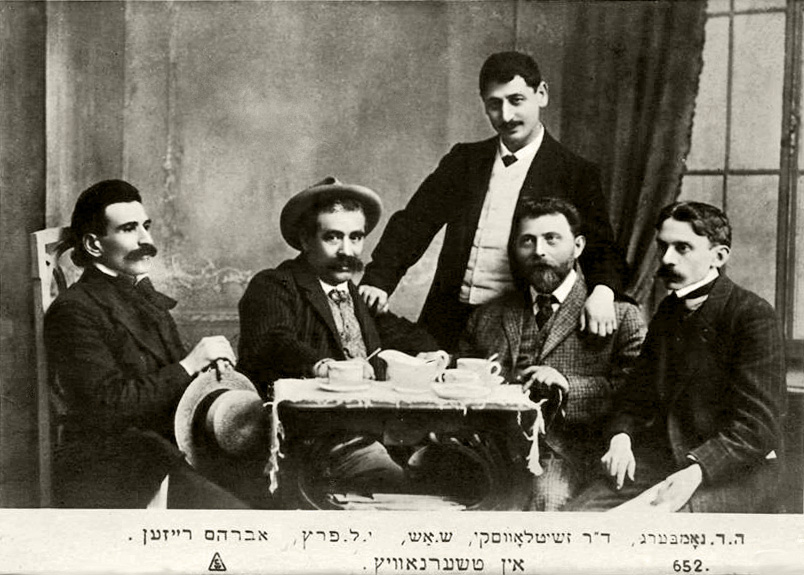
Scriitori de limba idiș, dintre organizatorii conferintei de la Cernăuți din 1908: de la stânga la dreapta - Avraham Reizen, Isaac Leib Peretz, Șalom Aș, Haim Jitlovski, Hirș David Nomberg

În anii 1890  Peretz a înființat editurile „Di idișe bibliotek” (Biblioteca evreiască), „Literatur un Leben” (Literatură și viață) care au jucat un mare rol în dezvoltarea gândirii sociale evreiești. 
Peretz s-a dovedit a fi un inovator îndrăzneț în diferite genuri literare. Talentul său s-a manifestat cel mai evident în nuvele în care a criticat închistarea medievală din unele medii evreiești, daunele ascetismului religios  (Cabaliști, În furgonul poștal etc) 
La începutul anilor 1900 au predominat în proza sa elemente romantice: Povestiri hasidice (1900), Tradiții populare (1904-1909)
El a opus comportamentului socotit al burghezilor  bogăția spirituală a unor personaje, în lumina unor fantezii populare. Peretz s-a folosit în acest scop de stilizări ale folclorului evreiesc și ale unor parabole ale fondatorilor hasidismului, precum Rabbi Israel ben Eliezer Baal Shem Tov, Rabbi Nahman din Braslav, povestiri locale.  
Peretz a mai scris drame romantice-simbolice precum Ce zace în scripcă, Noapte în vechiul târg (1907), În lanțul pocăinței (1909)
Creația sa a exercitat o deosebită influență asupra noii literaturi evreiești.
Peretz a murit la Varșovia la 3 aprilie 1915  și a fost înmormântat la cimitirul evreiesc din Varșovia

## In memoriam
- O editură de cărți în limba idiș din Israel îi poartă numele
- Străzi la Tel Aviv, Varșovia și Wroclaw îi poartă numele

## Cărți
- Meine zikhroines (Amintirile mele) New Yörk,  1913,  1948,